# Francesco Rota
Francesco Lodovico Paolo Rota, Conte, Nobile (San Vito al Tagliamento, 28 ottobre 1870 – Roma, 6 aprile 1957) è stato un imprenditore e politico italiano.

## Biografia
È stato direttore generale dell'Istituto Bancario San Paolo di Torino.